# Повесть о Горе-Злочастии
«Повесть о Горе-Злочастии, как Горе-Злочастие довело молодца во иноческий чин» — анонімний давньоруський віршований твір XVII століття, що зберігся в єдиному списку XVIII століття і має літературне походження.
У 1856 році був знайдений О. М. Пипіним єдиний рукопис «Повісті» серед рукописів зібрання М. П. Погодіна, яке знаходилося в Публічній бібліотеці Санкт-Петербурга. Згодом текст цього твору перевидавався багато разів. Рукопис «Повісті» дійшов у списку XVIII століття, однак датування самого художнього пам'ятника визначається XVII століттям.
У творі змішано жанри. Тут присутній вплив фольклорних та книжкових традицій. Основою для «Повісті» є народні пісні про Горе і книжкові «покаянні» вірші, але своїм віршованим розміром і деякими деталями сходить до билин. Автор «Повісті» невідомий, і тим не менше, для автора характерний філософський погляд на головного персонажа. Молодець є прикладом безвідрадності людського роду, але в той же час автор зі співчуттям ставиться до головного персонажу.
Протягом всієї розповіді як явно, так і незримо присутні біблійні персонажі (Адам і Єва, образ Блудного сина, Горе-Злощастя в образі Архангела Гавриїла і ін.). Другим за значенням персонажем є Горе-Злощастя — суперечливий образ, який то губить молодця (доводить до зубожіння), то рятує його (не дає втопитися). Крім них присутні другорядні персонажі — батьки молодця, друзі в багатстві і на бенкеті, друг, який споює і оббирає молодця, населення чужої сторони, перевізники та інші.
Після лихих пригод головний персонаж вирішується піти в монастир і стати ченцем. І Горе від нього відстає назавжди.